# Liste profanierter Kirchen im Erzbistum Berlin

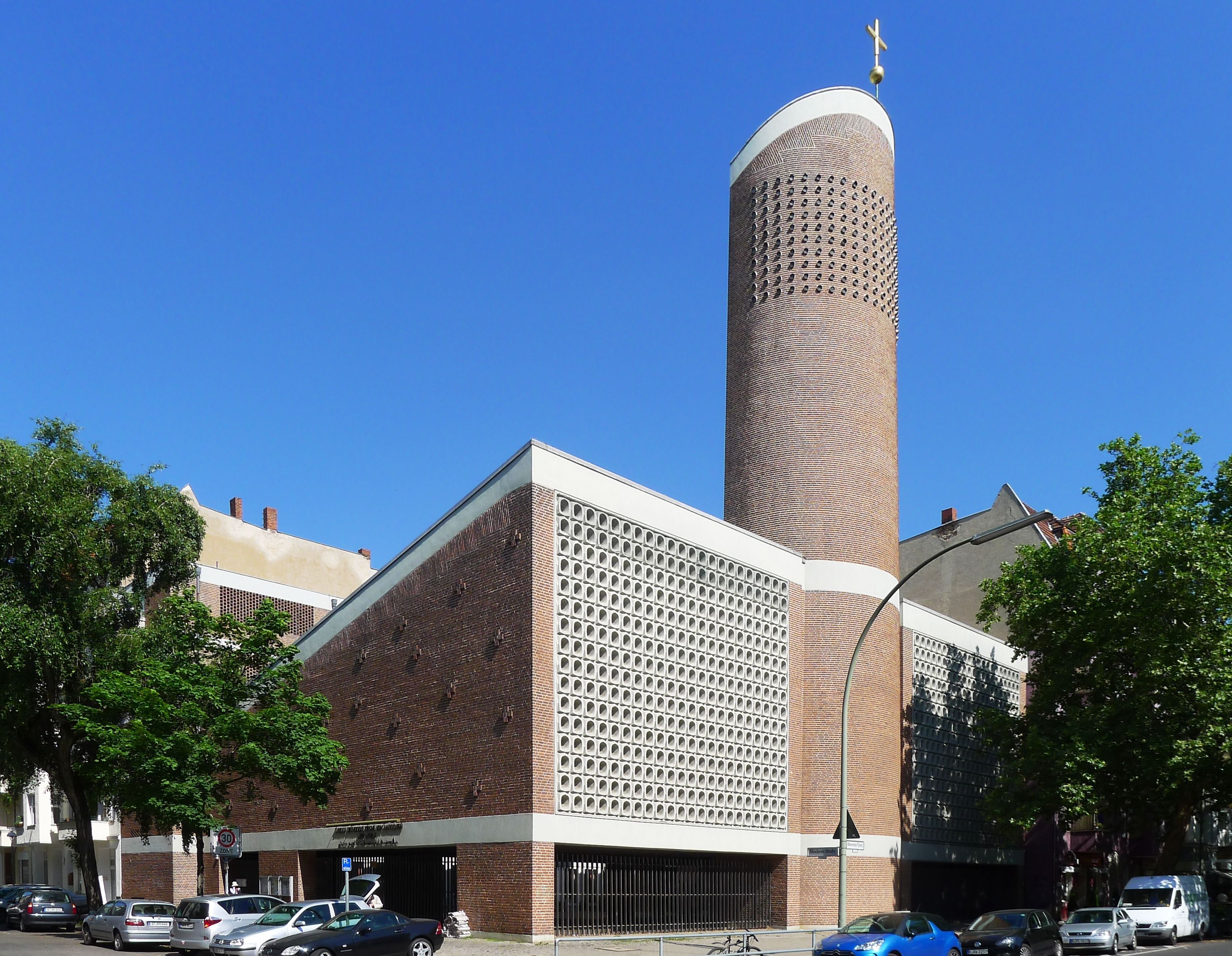
Ehemalige Mariä-Himmelfahrt-Kirche in Berlin-Charlottenburg

Die Liste der profanierten Kirchen im Erzbistum Berlin führt römisch-katholische Kirchen und Kapellen im Erzbistum Berlin auf, die profaniert wurden. Sie wurden oder werden verkauft, umgewidmet, umgebaut oder abgerissen.

## Liste
| Ort                        | Name                                  | Profaniert | Bemerkungen |
| -------------------------- | ------------------------------------- | ---------- | --- |
| Am Mellensee – Sperenberg  | Maria-Assumpta-Kapelle                | 2004       | entwidmet, zum Verkauf angeboten |
| Bad Wilsnack               | Herz-Mariä-Kapelle                    | 1996       | 1946 aus Schafstall umgebaut |
| Bad Wilsnack               | St.-Marien-Kapelle                    | 2023       | 1995 im 1952 erworbenen Pfarrhaus eingerichtet |
| Beelitz                    | Heilig-Geist-Kapelle                  | 2014       | Dezember 1945 geweiht, verkauft und abgerissen |
| Berlin-Biesdorf            | Herz-Jesu                             | 2013       | entwidmet und verkauft |
| Berlin-Britz               | Hl. Schutzengel                       | 2011       | 1961 erbaut, entwidmet, heute als „African Christian Church“ genutzt |
| Berlin-Charlottenburg      | Mariä Himmelfahrt                     | 2005       | 1966 erbaut, 2005 an syrisch-orthodoxe Gemeinde verkauft |
| Berlin-Gatow               | St. Raphael                           | 2005       | 1965 geweiht, 2005 entwidmet und abgerissen |
| Berlin-Halensee            | St. Albertus Magnus                   | 2023       | 1962 geweiht, am 26. November 2023 geschlossen |
| Berlin-Konradshöhe         | St.-Agnes-Kapelle                     | 2017       | 1929 erbaut, 2017 profaniert |
| Berlin-Kreuzberg           | St. Agnes                             | 2004       | 1967 erbaut, 2004 profaniert, heute als Kunstgalerie genutzt |
| Berlin-Lichtenrade         | Zu den heiligen Märtyrern von Afrika  | 2008       | 1977 geweiht, 2008 aufgegeben, 2018 Nutzung als Kita |
| Berlin-Lichterfelde        | Maria Mutter vom Guten Rat            | 2005       | 1980 geweiht, 2005 an die evangelische Gemeinschaft Eben-Ezer verkauft |
| Berlin-Moabit              | St. Laurentius                        | 2007       | 1952 erbaut, seit 2007 Nutzung durch die freikirchliche Christ Embassy |
| Berlin-Tempelhof           | St. Johannes Capistran                | 2004       | 1968 erbaut, 2004 profaniert, abgerissen |
| Berlin-Tiergarten          | St. Ludgerus                          | 1985       | 1928 konsekriert, seit 1985 an die syrisch-orthodoxe Kirche verpachtet |
| Berlin-Waidmannslust       | Regina-Mundi-Kapelle                  | 2004       | 1971 erbaut, 2004 profaniert, heute als Hort für Schulkinder in privater Trägerschaft genutzt                                                                                             |
| Berlin-Wittenau            | Ste.-Geneviève                        | 2016       | Wohngebiet Cité Foch, 1980 erbaut, nach Schließung der Alliiertensiedlung 2016 profaniert, abgerissen                                                                                     |
| Buckow                     | Heilig-Geist-Kapelle                  | 2016       | 1953 eingeweiht, 26. Dezember 2016 letzter Gottesdienst, 2017 verkauft |
| Falkensee – Finkenkrug     | Regina-pacis-Kapelle                  | 2014       | entwidmet und verkauft |
| Friesack                   | Rosenkranzkapelle                     | 2010       | 1878 erbaut, 2010 entwidmet, 2014 an Verein verkauft |
| Großbeeren                 | St.-Joseph-Kapelle                    | 1996       | 1952 geweiht, 1996 aufgegeben, entwidmet, verkauft und abgerissen |
| Gützkow                    | St. Marien                            | 2024       | 1910 benediziert, 2024 profaniert |
| Hohen Neuendorf            | St. Judas Thaddäus                    | 2005       | 1948 benediziert, 2005 letzter Gottesdienst, verkauft |
| Lenzen (Elbe)              | Kapelle Maria Trösterin der Betrübten | 2025       | 1991 im Pfarrhaus anstelle einer 1947 in der Sparkasse hergerichteten Kapelle eingerichtet, 2025 geschlossen, Mietvertrag ausgelaufen                                                     |
| Loitz                      | St.-Maria-Goretti-Kapelle             | 2013       | 1955 erbaut, 2013 geschlossen, verkauft |
| Michendorf – Wilhelmshorst | St.-Marien-Kapelle                    | 2004       | 2004 verkauft, abgerissen |
| Müllrose                   | Kapelle Zu unserer lieben Frau        | 2024       | 1968/69 errichtet, zum Jahreswechsel 2023/24 wegen Nichtverlängerung des Pachtvertrages seitens des Verpächters geschlossen, letzter Gottesdienst vmtl. am Hochfest der Gottesmutter 2024 |
| Richtenberg                | St. Marien                            | 2022/2023  | erste Messe 6. Dez. 1949, Einweihung am 6. Januar 1950, profaniert per Dekret vom 20. Sept. 2022, letzte hl. Messe am 8. Januar 2023                                                      |
| Seelow                     | Clemens-Maria-Hofbauer-Kapelle        | 2004       | 2004 oder früher entwidmet, zum Verkauf angeboten |
| Stahnsdorf                 | Kirche „Mariä Verkündigung“           | 2005       | 1950 geweiht, 1975 erneuert, 2005 letzter Gottesdienst, 2006 zum Wohnhaus umgebaut |